# Glossina fuscipleuris
Glossina fuscipleuris
Pour les articles homonymes, voir Mouche et Goma Tsé-Tsé.
Espèce
Glossina fuscipleuris est l'une des 23 espèces reconnues de mouches tsé-tsé (genre Glossina) et appartient au groupe forestier/fusca (sous-genre Austenina).

## Répartition
Glossina fuscipleuris était historiquement présente dans une zone fragmentée d'Afrique centrale, notamment aux confins nord et est du bassin du Congo. Les pays où l'espèce a été observée historiquement étaient le Cameroun, la République centrafricaine, la République démocratique du Congo, le Kenya, le Soudan du Sud, l'Ouganda et la République-Unie de Tanzanie,. Cependant, une revue de la littérature scientifique de 1990 à 2020 n'a confirmé la présence de G. fuscipleuris que dans un seul pays, le Kenya,.